# Coixí d'aire
|  | No s'ha de confondre amb Borsa d'aire o Airbag. |

1. Hèlixs propulsores
2. Aire
3. Compressor
4. Faldilla flexible

Coixí d'aire és el nom donat a una tècnica de sustentació utilitzada en vehicles i en levitació de càrregues. L'objectiu és que el vehicle o la càrrega no tinguin contacte amb el terra ni amb cap altra superfície, per la qual cosa s'utilitza la impulsió vertical constant d'aire a pressió sota l'objecte en qüestió. Aquest aire es manté a suficient pressió mitjançant un faldó que pot ser rígid o flexible. Encara que la idea ja va ser proposada pel filòsof suec Emanuel Swedenborg al segle xviii, en aquella època era impracticable, ja que es mancava de fonts de potència o de motors capaços d'aconseguir tal suspensió aèria.
A finals del segle xix el francès Louis Dominique Girard d'una banda, i l'anglès John Thornycroft per l'altra, van assajar amb relatiu èxit l'ús de coixins d'aire, encara que sense arribar a resultats pràctics. Redescobert el sistema pel també francès Jean Bertin, aquest el va patentar el 17 de gener de 1961.
La idea dels coixins d'aire va ser proposada al principi per automòbils "futuristes" sense rodes, encara que la seva aplicació es va concretar en els aerotrens i, especialment, la seva aplicació resulta molt reeixida en els aerolliscadors.